# Дејвис куп 2007.
Дејвис куп 2007 је 96 сезона овог најзначајнијег такмичења националних репрезентација у мушком тенису, у којем учествују 133 екипе.
У Светској групи учествује 16 екипа. Први мечеви се играју 9-11. фебруара, а финале од 30. новембра до 2. децембра. Титулу брани прошлогодишњи победник репрезентација Русије.

## Светска група
| Репрезентације светске групе за 2007 | Репрезентације светске групе за 2007 | Репрезентације светске групе за 2007 | Репрезентације светске групе за 2007 |
| ------------------------------------ | ------------------------------------ | ------------------------------------ | ------------------------------------ |
| Аргентина                            | Аустралија                           | Белгија                              | Белорусија                           |
| Чешка                                | Чиле                                 | Француска                            | Хрватска                             |
| Немачка                              | Немачка                              | Румунија                             | Русија                               |
| Шпанија                              | Швајцарска                           | Шведска                              | Сједињене Америчке Државе            |

### Жреб

#### Осминафинала
Мечеви се играју 9-11. фебруара
| бр. меча | 1 екипа        | Резултат | 2. екипа                      | Место                    | Подлога       |
| 1.       | Русија(1)      | 3 - 2    | Чиле                          | Ла Серена, Чиле          | шљака (отв.)  |
| 2.       | Француска (7)  | 4 - 1    | Румунија                      | Клермон Феран, Француска | тврда (зат.)  |
| 3.       | Хрватска (3)   | 2 - 3    | Немачка                       | Крефелд, Немачка         | тврда (зат.)  |
| 4.       | Аустралија (5) | 2 - 3    | Белгија                       | Лијеж, Белгија           | шљака (зат.)  |
| 5.       | Чешка          | 1-4      | Сједињене Америчке Државе (6) | Острава, Чешка           | шљака (зат.)  |
| 6.       | Швајцарска     | 2 - 3    | Шпанија (4)                   | Женева, Швајцарска       | тепих (зат.)  |
| 7.       | Шведска        | 3 - 2    | Белорусија (8)                | Минск, Белорусија        | шљака (зат.)  |
| 8.       | Аустрија       | 1 - 4    | Аргентина (2)                 | Линц, Аустрија           | тепих, (зат.) |

### Светска група плеј оф
Плеј оф за попуну Светске групе играју поражени у осминифинала Светске групе и победници континенталних зона и то из:
- Америчке зоне прве 2 екипе: Бразил и Перу;
- Евроафричке зоне прве 4 екипе: Србија, Словачка, Велика Британија и Израел:
- Азијско/Океанијске зоне 2 екипе: Јапан и Јужна Кореја

Победници ових мечева ће 2008. године играти у Светској групи.
Мечеви се играју 21-23. септембра

#### Плеј оф
| бр. меча | 1 екипа          | Резултат | 2. екипа     | Место                        | Подлога       |
| 1.       | Србија           | 4 : 1    | Аустралија   | Београд, Србија              | шљака (зат.)  |
| 2.       | Аустрија         | 4 : 1    | Бразил       | Инзбрук, Аустрија            | тепих (зат.)  |
| 3.       | Перу             | 4 : 1    | Белорусија   | Лима, Перу                   | шљака (отв.)  |
| 4.       | Израел           | 3 : 2    | Чиле         | Ramat HaSharon, Израел       | тврда- (отв.) |
| 5.       | Велика Британија | 4 : 1    | Хрватска     | Лондон, Уједињено Краљевство | трава (отв.)  |
| 6.       | Чешка            | 3 : 2    | Швајцарска   | Праг, Чешка                  | тепих (зат.)  |
| 7.       | Јапан            | 2 : 3    | Румунија     | Осака, Јапан                 | тепих (зат.)  |
| 8.       | Словачка         | 2 : 3    | Јужна Кореја | Братислава, Словачка         | шљака, (зат.) |

## Америчка зона

### Прва група
- Бразил - игра плеј оф за пласман у Светску групу
- Канада
- Колумбија
- Мексико
- Перу - игра плеј оф за пласман у Светску групу
- Венецуела - испала у Другу групу 2008

Меч за испадање игра се 21-23. септембра

### Друга група
- Куба - испала у Трећу групу 2008.
- Доминиканска Република
- Еквадор
- Салвадор
- Јамајка - испала у Трећу групу 2008.
- Холандски Антили
- Парагвај
- Уругвај - пласирао се у Прву групу 2008

Меч за улазак у Прву групу игра се 21-23. септембра

### Трећа група
- Бахаме - пласирао се у Другу групу 2008.
- Барбадос
- Боливија - пласирао се у Другу групу 2008.
- Костарика - испала у Четврту групу 2008.
- Гватемала
- Хаити - испали у Четврту групу 2008.
- Панама
- Порторико

### Четврта група
- Аруба - пласирала се у Трећу групу 2008.
- Хондурас - пласирао се у Трећу групу 2008.
- Тринидад и Тобаго
- Америчка Девичанска Острва
- Бермуди - одустали
- Источни Кариби - одустли
- Света Луција - одустала

## Евроафричка зона

### Прва група
- Грузија
- Велика Британија - игра плеј оф за пласман у Светску групу
- Израел - игра плеј оф за пласман у Светску групу
- Италија
- Луксембург - испао у Дугу групу 2008.
- Република Македонија
- Холандија
- Португалија - испао у другу групу 2008.
- Словачка - игра плеј оф за пласман у Светску групу
- Србија - игра плеј оф за пласман у Светску групу

Меч за испадање игра се 21-23. септембра

### Друга група
- Алжир
- Бугарска - испала у Трећу групу 2008.
- Кипар
- Данска
- Естонија - испала у Трећу групу 2008.
- Финска
- Грчка
- Мађарска
- Летонија - пласирала се у Прву групу 2008.
- Монако
- Мароко
- Нигерија - испала у Трећу групу 2008.
- Норвешка - испала у Трећу групу 2008.
- Пољска - пласирала се у Прву групу 2008.
- Словенија
- Украјина

Меч за улазак у Прву групу игра се 21-23. септембра

### Трећа група
| ====Подгрупа 1==== Босна и Херцеговина Египат - пласирао се у Другу групу 2008 Исланд - испала у Четврту групу 2008 Ирска - пласирла се у Другу групу 2008 Литванија Молдавија Сан Марино - испала у Четврту групу 2008 Турска |  | ====Подгрупа 2==== Обала Слоноваче Гана Маурицијус - испала у Четврту групу 2008 Намибија - испала у Четврту групу 2008 Јужна Африка - пласирао се у Другу групу 2008 Тунис - пласирао се у Другу групу 2008 Зимбабве Мадагаскар |

### Четврта група
- Андора - пласирала се у Трећу групу 2008.
- Јерменија - пласирала се у Трећу групу 2008.
- Боцвана - пласирала се у Трећу групу 2008.
- Црна Гора - пласирала се у Трећу групу 2008.
- Руанда
- Азербејџан - одустао
- Габон - одустао
- Либија - одустала
- Мали - одустала
- Сан Марино - одустао
- Уганда - одустала

## Азијско/Океанијска зона

### Прва група
- Кина - испала у Другу групу 2008.
- Кинески Тајпеј
- Индија
- Јапан - игра плеј оф за пласман у Светску групу
- Казахстан
- Јужна Кореја - игра плеј оф за пласман у Светску групу
- Тајланд
- Узбекистан

Меч за испадање игра се 21-23. септембра

### Друга група
- Хонгконг
- Индонезија
- Иран - испао у Трећу групу 2008.
- Кувајт
- Нови Зеланд
- Океанија
- Пакистан - испао у Трећу групу 2008.
- Филипини - пласирали се у Прву групу за 2008

Меч за улазак у Прву групу игра се 21-23. септембра

### Трећа група
- Либан - пласирао се у Другу групу 2008
- Малезија
- Оман - пласирао се у Другу групу 2008
- Саудијска Арабија - испала у Четврту групу 2008.
- Сингапур - испао у Четврту групу 2008.
- Шри Ланка
- УАЕ
- Вијетнам

### Четврта група
- Бахреин
- Бангладеш
- Брунеј
- Ирак
- Јордан
- Мјанмар
- Катар
- Сирија- пласирала се у Трећу групу 2008.
- Таџикистан- пласирао се у Трећу групу 2008.
- Туркменистан